# Cinnyris minullus
El suimanga enano (Cinnyris minullus) es una especie de ave paseriforme de la familia Nectariniidae, propia de la selva tropical africana.

## Descripción
El suimanga enano es un pájaro muy pequeño. El macho adulto tiene la cabeza, espalda y garganta de color verde metálico, las alas de color pardo, el obispillo de color azul metálico, y la cola negra con brilos azules y morados. Su pecho es rojo y tiene manchas amarillas en los laterales del pecho y su vientre de color verde oliváceo claro. La hembra adulta tiene la cabeza y las partes superiores de color oliváceo, las alas y la cola de color pardo oscuro. Presenta listas superciliares amarillentas y sus partes inferiores son oliváceas con tonos ligeramente amarillentos. Los ojos de ambos sexos son de color castaño oscuro y el pico y las patas negros. Los juveniles se parecen a las hembras.
Se diferencia del suimanga ventrioliva por ser de menor tamaño y tener el pico más corto.

## Ecología
El suimanga enano se encuentra principalmente en el bosque secundario, los bordes del bosque, y los claros y sotos dispersos en la sabana. Se alimenta en las copas de los árboles, desplazándose en solitario o parejas, y a veces en bandadas mixtas con otros pájaros. Se alimenta de néctar, insectos y arañas.

## Estado de conservación
El suimanga enano es una especie extendida aunque no muy común. Es escaso en Nigeria, la parte continental de Guinea Ecuatorial y Uganda, pero es bastante abundante en la República Democrática del Congo. Por su amplia distribución y su población estable se clasifica como especie bajo preocupación menor.